# Ankistrodesmus
Ankistrodesmus ist eine Gattung koloniebildender Grünalgen aus der Klasse der Chlorophyceae.

## Merkmale
Die Vertreter besitzen schmale, sichel- oder nadelförmige bis etwas schraubige Zellen. Diese sind zu 4 bis 16 zu lockeren Kolonien vereint. Jede Zelle besitzt einen einzelnen Zellkern und einen wandständigen Chloroplasten. Dieser füllt die Zelle in ihrer ganzen Länge aus und besitzt kein Pyrenoid.
Sie pflanzen sich ungeschlechtlich fort durch die Bildung von Tochterkolonien, die aus 4 bis 16 Zellen bestehen und durch das Zerreißen der Hülle der Mutterzelle freigesetzt werden. Die Tochterkolonie wird durch eine Gallerte zusammengehalten. Geschlechtliche Fortpflanzung ist bei Ankistrodesmus nicht bekannt.

## Vorkommen
Ankistrodesmus kommt im Plankton vorwiegend von nährstoffreichen, stehenden Gewässern vor, aber auch in Wasserbecken und Gartenteichen. Es kommt auch im Plankton von Flüssen vor.

## Systematik
Die Gattung Ankistrodesmus umfasst wenige Arten. Algaebase nennt 15 anerkannte Arten.

## Belege
- Karl-Heinz Linne von Berg, Michael Melkonian u. a.: Der Kosmos-Algenführer. Die wichtigsten Süßwasseralgen im Mikroskop. Kosmos, Stuttgart 2004, ISBN 3-440-09719-6, S. 168.